# Landtagswahlen in der DDR 1950
Die Landtagswahlen am 15. Oktober 1950 waren die letzten Landtagswahlen der Deutschen Demokratischen Republik (DDR) vor der Auflösung der Länder in der DDR im Jahr 1952.
Es handelte sich nicht um freie, allgemeine und geheime Wahlen, sondern um Scheinwahlen. Die Abgeordneten wurden mittels Einheitslisten der Nationalen Front bestimmt und die Verteilung der Mandate auf die gleichgeschalteten Parteien war im Voraus festgelegt. Die Wahlen waren nicht geheim. Wählern, die mit Nein oder Enthaltung stimmten, drohte Verfolgung.
Tatsächliche oder vermeintliche Gegner des SED-Regimes waren aus den Blockparteien entfernt, zur Flucht in den Westen genötigt oder festgenommen worden; zudem war durch die Sitzverteilung sichergestellt, dass die SED (gemeinsam mit den SED-Mitgliedern, die namens der von ihr kontrollierten Massenorganisationen benannt wurden) jeweils absolute Mehrheiten erhielt.

## Ergebnisse
| Land           | Wahlbeteiligung | Liste der Kandidaten der Nationalen Front | Gegenstimmen | Ungültig |
| -------------- | --------------- | ----------------------------------------- | ------------ | -------- |
| Brandenburg    | 98,6 %          | 99,9 %                                    | 0,1 %        | 0,1 %    |
| Mecklenburg    | 99,2 %          | 99,9 %                                    | 0,1 %        | 0,1 %    |
| Sachsen        | 98,1 %          | 99,8 %                                    | 0,2 %        | 0,1 %    |
| Sachsen-Anhalt | 99,1 %          | 99,8 %                                    | 0,2 %        | 0,2 %    |
| Thüringen      | 98,2 %          | 99,1 %                                    | 0,9 %        | 0,3 %    |

Wahl davor: Landtagswahlen in der SBZ 1946

### Brandenburg
| Partei                     | Sitze |
| -------------------------- | ----- |
| SED                        | 18    |
| CDU                        | 14    |
| LDP                        | 12    |
| DBD                        | 6     |
| NDPD                       | 6     |
| FDGB (*)                   | 11    |
| DFD (*)                    | 9     |
| FDJ (*)                    | 9     |
| Kulturbund (*)             | 5     |
| VVN (*)                    | 4     |
| Konsumgenossenschaften (*) | 3     |
| VdgB (*)                   | 3     |
| gesamt                     | 100   |

(*) Massenorganisationen: Insgesamt 44

### Mecklenburg
| Partei                     | Sitze |
| -------------------------- | ----- |
| SED                        | 18    |
| CDU                        | 12    |
| LDP                        | 11    |
| DBD                        | 6     |
| NDPD                       | 5     |
| FDGB (*)                   | 10    |
| DFD (*)                    | 7     |
| FDJ (*)                    | 6     |
| Kulturbund (*)             | 4     |
| Konsumgenossenschaften (*) | 4     |
| VdgB (*)                   | 4     |
| VVN (*)                    | 3     |
| gesamt                     | 90    |

(*) Massenorganisationen: Insgesamt 38

### Sachsen-Anhalt
| Partei                     | Sitze |
| -------------------------- | ----- |
| SED                        | 20    |
| CDU                        | 15    |
| LDP                        | 18    |
| DBD                        | 9     |
| NDPD                       | 9     |
| FDGB (*)                   | 12    |
| DFD (*)                    | 6     |
| FDJ (*)                    | 6     |
| Kulturbund (*)             | 6     |
| VVN (*)                    | 5     |
| Konsumgenossenschaften (*) | 2     |
| VdgB (*)                   | 2     |
| gesamt                     | 110   |

(*) Massenorganisationen: Insgesamt 39

### Sachsen
| Partei                     | Sitze |
| -------------------------- | ----- |
| SED                        | 27    |
| CDU                        | 18    |
| LDP                        | 17    |
| DBD                        | 9     |
| NDPD                       | 9     |
| FDGB (*)                   | 12    |
| DFD (*)                    | 7     |
| FDJ (*)                    | 7     |
| Kulturbund (*)             | 5     |
| VVN (*)                    | 5     |
| Konsumgenossenschaften (*) | 2     |
| VdgB (*)                   | 2     |
| gesamt                     | 120   |

(*) Massenorganisationen: Insgesamt 40

### Thüringen
| Partei                     | Sitze |
| -------------------------- | ----- |
| SED                        | 21    |
| CDU                        | 15    |
| LDP                        | 15    |
| DBD                        | 6     |
| NDPD                       | 6     |
| FDGB (*)                   | 11    |
| DFD (*)                    | 6     |
| FDJ (*)                    | 6     |
| Kulturbund (*)             | 5     |
| VVN (*)                    | 3     |
| Konsumgenossenschaften (*) | 3     |
| VdgB (*)                   | 3     |
| gesamt                     | 100   |

(*) Massenorganisationen: Insgesamt 37, davon 30 Mitglieder der SED, 4 waren parteilos, je einer war Mitglied von CDU, LDPD und NDPD